# Doja Cat/Auszeichnungen für Musikverkäufe

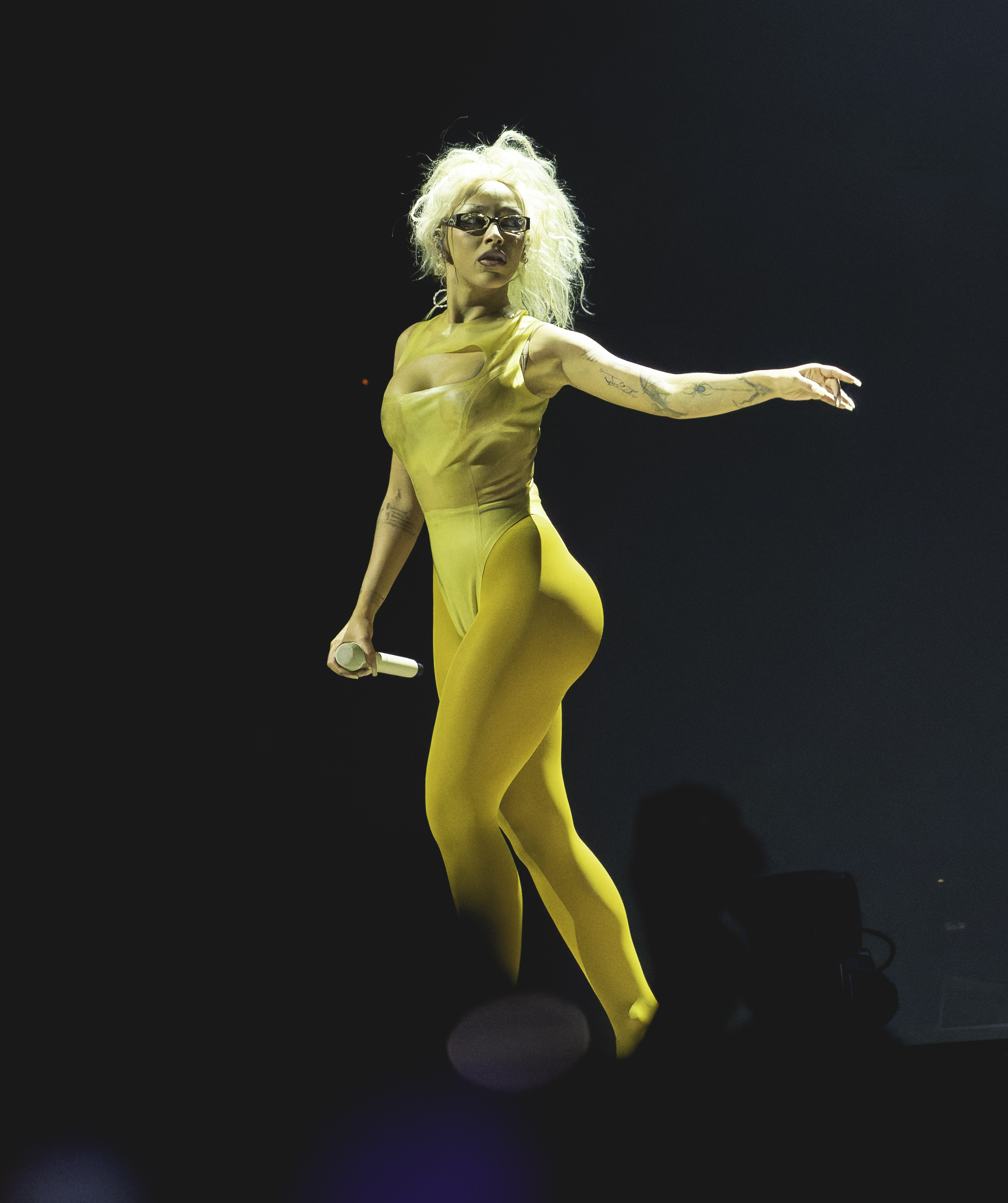
Doja Cat (2024)

Dies ist eine Übersicht über die Auszeichnungen für Musikverkäufe der US-amerikanischen Rapperin und Sängerin Doja Cat. Die Auszeichnungen finden sich nach ihrer Art (Gold, Platin usw.), nach Staaten getrennt in chronologischer Reihenfolge, geordnet sowie nach den Tonträgern selbst, ebenfalls in chronologischer Reihenfolge, getrennt nach Medium (Alben, Singles usw.), wieder.

## Auszeichnungen
| - Vereinigtes Königreich - 2021: für das Lied Motive - 2022: für die Single Cyber Sex - 2022: für die Single Freaky Deaky - 2023: für das Album Amala - 2023: für die Single Tia Tamera - 2024: für die Single Freak - 2024: für die Single So High - Australien - 2021: für die Single Best Friend - 2023: für die Single Go to Town - 2023: für die Single Mooo! - 2023: für die Single So High - 2023: für das Lied Been Like This - 2023: für das Lied I Don’t Do Drugs - 2023: für das Lied Won’t Bite - Belgien - 2024: für das Album Scarlet - Brasilien - 2022: für die Single Go to Town - 2022: für das Lied Love To Dream - 2022: für die Single Mooo! - 2022: für das Lied Options - 2022: für das Lied Won’t Bite - 2022: für das Lied Paday - 2023: für das Lied Casual - 2023: für die Single Bottom Bitch - 2023: für das Lied Imagine - 2023: für das Lied Alone - 2023: für die Single Attention - 2024: für die Single Demons - 2024: für das Lied N.H.I.E. - Dänemark - 2022: für die Single Boss Bitch - 2022: für die Single Need to Know - 2023: für die Single Streets - 2024: für die Single You Right - 2025: für die Single Vegas - Deutschland - 2022: für die Single Kiss Me More - 2022: für die Single Woman - 2023: für die Single Say So - 2024: für die Single Paint the Town Red - Frankreich - 2022: für die Single Need to Know - 2022: für das Album Hot Pink - 2023: für die Single You Right - 2024: für die Single Like That - 2024: für das Lied Get Into It (Yuh) - 2024: für die Single Juicy - 2025: für das Lied I Like You (A Happier Song) - 2025: für die Single Candy - 2025: für das Album Scarlet - 2025: für die Single Agora Hills - 2025: für die Single Best Friend - Griechenland - 2022: für die Single You Right - Italien - 2021: für die Single Need to Know - 2023: für die Single Streets - 2023: für das Lied I Like You (A Happier Song) - 2024: für die Single You Right - Japan - 2022: für das Streaming Boss Bitch - Kanada - 2020: für die Single Juicy - 2024: für die Single Attention - 2024: für das Lied N.H.I.E. - Mexiko - 2022: für die Single Juicy - 2023: für die Single You Right - Neuseeland - 2021: für das Lied Get Into It (Yuh) - 2022: für die Single Freaky Deaky - 2023: für das Album Amala - Norwegen - 2020: für die Single Boss Bitch - 2021: für das Lied Motive - 2021: für die Single Woman - 2021: für die Single Need to Know - 2021: für die Single You Right - Österreich - 2022: für die Single Need to Know - 2024: für die Single Vegas - Polen - 2021: für die Single Juicy - 2021: für das Lied Motive - 2022: für das Lied Get Into It (Yuh) - 2022: für die Single Rules - 2022: für die Single Like That - 2023: für die Single Vegas - 2023: für das Lied Ain’t Shit - 2023: für das Lied I Like You (A Happier Song) - 2024: für die Single Agora Hills - 2024: für die Single Tia Tamera - 2024: für das Album Amala - Portugal - 2021: für die Single Del mar - 2021: für die Single You Right - 2021: für die Single Boss Bitch - 2022: für das Lied Motive - Schweden - 2023: für das Album Hot Pink - 2023: für die Single Need to Know - 2023: für die Single Streets - 2023: für die Single You Right - 2023: für das Lied I Like You (A Happier Song) - 2023: für die Single Paint the Town Red - Schweiz - 2021: für die Single Kiss Me More - 2021: für die Single Need to Know - 2021: für die Single Streets - 2022: für das Album Planet Her - Singapur - 2021: für das Album Hot Pink - 2021: für das Album Planet Her - Spanien - 2024: für die Single Boss Bitch - 2024: für die Single Need to Know - 2024: für die Single Streets - 2024: für die Single You Right - 2024: für das Lied I Like You (A Happier Song) - Südafrika - 2021: für die Single Kiss Me More - 2023: für die Single Paint the Town Red - 2024: für das Lied N.H.I.E. - Vereinigte Staaten - 2021: für die Single Dick - 2022: für das Album Amala - 2022: für das Lied I Don’t Do Drugs - 2022: für die Single Bottom Bitch - 2022: für die Single Mooo! - 2022: für die Single So High - 2022: für die Single Baby, I’m Jealous - 2022: für das Lied Won’t Bite - 2022: für das Lied Been Like This - 2022: für das Lied Scoop - 2025: für das Lied N.H.I.E. - Vereinigtes Königreich - 2021: für das Album Hot Pink - 2022: für die Single Like That - 2023: für die Single Juicy - 2023: für die Single You Right - 2023: für das Lied Get Into It (Yuh) - 2023: für das Lied I Like You (A Happier Song) - 2023: für die Single Vegas - 2023: für das Lied Ain’t Shit - 2024: für die Single Best Friend - 2024: für die Single Rules - 2025: für die Single Agora Hills - 2025: für die Single Candy | - Australien - 2020: für die Single Boss Bitch - 2021: für das Album Hot Pink - 2023: für das Lied Motive - 2023: für die Single Candy - 2023: für die Single Cyber Sex - 2023: für die Single Freak - 2023: für die Single Rules - 2023: für die Single Tia Tamera - 2024: für die Single Agora Hills - Belgien - 2021: für die Single Say So - 2022: für die Single Woman - 2024: für die Single Paint the Town Red - Brasilien - 2020: für die Single Boss Bitch - 2021: für die Single Rules - 2022: für die Single Freak - 2022: für das Lied Scoop - 2022: für die Single Cyber Sex - 2022: für das Lied I Don’t Do Drugs - 2023: für das Album Amala - 2023: für das Lied Naked - 2023: für das Lied Been Like This - 2023: für das Lied Wine Pon You - 2024: für das Album Scarlet - Dänemark - 2021: für die Single Say So - 2022: für das Album Hot Pink - 2022: für die Single Woman - 2024: für die Single Paint the Town Red - 2025: für das Lied I Like You (A Happier Song) - Frankreich - 2023: für das Album Planet Her - 2023: für die Single Boss Bitch - 2024: für die Single Streets - Griechenland - 2021: für die Single Streets - 2021: für die Single Kiss Me More - 2022: für die Single Woman - 2022: für die Single Need to Know - 2023: für die Single Paint the Town Red - Italien - 2021: für die Single Boss Bitch - 2021: für die Single Say So - 2021: für die Single Kiss Me More - 2022: für die Single Woman - 2023: für die Single Del mar - 2024: für die Single Paint the Town Red - 2025: für das Album Planet Her - Kanada - 2022: für das Lied Ain’t Shit - 2022: für das Lied Get Into It (Yuh) - 2022: für die Single You Right - 2024: für das Album Scarlet - Neuseeland - 2021: für die Single Streets - 2022: für die Single Vegas - 2022: für das Lied I Like You (A Happier Song) - 2024: für die Single Agora Hills - 2024: für das Album Scarlet - Norwegen - 2020: für die Single Say So - 2021: für das Album Planet Her - Österreich - 2021: für die Single Say So - 2022: für die Single Kiss Me More - 2022: für die Single Woman - 2024: für die Single Paint the Town Red - Philippinen - 2021: für das Album Planet Her - Polen - 2022: für die Single Need to Know - 2024: für die Single You Right - 2024: für die Single Best Friend - 2024: für das Album Scarlet - 2024: für die Single Candy - Portugal - 2020: für die Single Say So - 2021: für die Single Need to Know - 2021: für die Single Streets - 2023: für das Lied I Like You (A Happier Song) - 2023: für die Single Paint the Town Red - Schweden - 2021: für die Single Kiss Me More - 2023: für das Album Planet Her - 2023: für die Single Say So - 2023: für die Single Woman - Schweiz - 2020: für die Single Say So - Spanien - 2024: für die Single Say So - 2024: für die Single Woman - 2025: für die Single Paint the Town Red - Vereinigte Staaten - 2022: für das Lied Pussy Talk - 2022: für die Single Candy - 2022: für die Single Cyber Sex - 2022: für die Single Tia Tamera - 2022: für die Single Vegas - 2022: für die Single Freak - 2022: für die Single Go to Town - 2024: für die Single Freaky Deaky - 2024: für das Album Scarlet - Vereinigtes Königreich - 2022: für die Single Streets - 2022: für die Single Boss Bitch - 2022: für die Single Need to Know - 2023: für das Album Planet Her - 2023: für die Single Paint the Town Red | - Mexiko - 2021: für die Single 34+35 (Remix) - 2022: für die Single Streets - 2022: für die Single Del mar - 2025: für das Album Planet Her - 2025: für die Single Paint the Town Red - Australien - 2022: für die Single Vegas - 2023: für die Single Juicy - 2023: für die Single Like That - 2023: für die Single You Right - 2023: für das Lied Ain’t Shit - 2023: für das Lied Get Into It (Yuh) - 2024: für das Album Planet Her - Brasilien - 2022: für die Single Juicy - 2024: für die Single So High - 2024: für die Single Tia Tamera - 2024: für die Single Agora Hills - 2024: für das Lied I Like You (A Happier Song) - Dänemark - 2025: für die Single Kiss Me More - 2025: für das Album Planet Her - Kanada - 2022: für die Single Need to Know - 2023: für die Single Vegas - 2023: für das Album Planet Her - 2024: für die Single Agora Hills - Mexiko - 2023: für die Single Woman - 2025: für die Single Need to Know - 2025: für das Album Hot Pink - Neuseeland - 2022: für die Single Juicy - Norwegen - 2021: für die Single Kiss Me More - Polen - 2021: für die Single Boss Bitch - 2023: für das Album Planet Her - 2023: für die Single Woman - 2024: für die Single Paint the Town Red - 2024: für die Single Kiss Me More - 2024: für das Album Hot Pink - Portugal - 2022: für die Single Kiss Me More - Schweiz - 2024: für die Single Paint the Town Red - Spanien - 2024: für die Single Kiss Me More - Vereinigte Staaten - 2022: für die Single You Right - 2022: für das Lied Get Into It (Yuh) - 2022: für das Album Hot Pink - 2022: für das Album Planet Her - 2022: für das Lied Ain’t Shit - 2023: für die Single Boss Bitch - 2024: für die Single Agora Hills - 2024: für die Single Rules - Vereinigtes Königreich - 2022: für die Single Say So - 2023: für die Single Kiss Me More - 2025: für die Single Woman - Brasilien - 2023: für das Lied Motive - 2023: für die Single Like That - 2024: für die Single Dick - Kanada - 2022: für die Single Kiss Me More - 2023: für das Lied I Like You (A Happier Song) - Neuseeland - 2024: für die Single Need to Know - 2024: für das Album Hot Pink - Polen - 2021: für die Single Say So - 2024: für die Single Streets - Portugal - 2022: für die Single Woman - Spanien - 2023: für die Single Del mar - Ungarn - 2024: für die Single Paint the Town Red - Vereinigte Staaten - 2022: für die Single Woman - 2023: für die Single Like That - Australien - 2022: für die Single Woman - 2023: für die Single Need to Know - 2023: für die Single Streets - Kanada - 2021: für die Single Say So - 2023: für die Single Woman - 2025: für die Single Best Friend - Mexiko - 2025: für die Single Kiss Me More - Neuseeland - 2023: für die Single Say So - 2024: für das Album Planet Her - 2024: für die Single Woman - 2025: für die Single Paint the Town Red - Vereinigte Staaten - 2022: für die Single Need to Know - 2024: für die Single Best Friend - 2024: für die Single Paint the Town Red - 2024: für die Single Juicy - Australien - 2024: für die Single Paint the Town Red - 2024: für das Lied I Like You (A Happier Song) - Kanada - 2024: für die Single Paint the Town Red - Vereinigte Staaten - 2022: für die Single Kiss Me More - Neuseeland - 2025: für die Single Kiss Me More - Vereinigte Staaten - 2024: für die Single Streets - Australien - 2022: für die Single Kiss Me More - Vereinigte Staaten - 2024: für die Single Say So - Australien - 2023: für die Single Say So - Brasilien - 2022: für das Lied Ain’t Shit - 2023: für das Album Planet Her - 2023: für die Single Rules - 2024: für das Album Hot Pink - 2024: für das Lied Get Into It (Yuh) - 2024: für die Single Paint the Town Red - 2024: für die Single Vegas - 2024: für die Single Candy - Frankreich - 2021: für die Single Say So - 2022: für die Single Woman - 2023: für die Single Kiss Me More - 2023: für die Single Del mar - 2024: für die Single Paint the Town Red - Mexiko - 2022: für die Single Say So - Brasilien - 2024: für die Single You Right - Brasilien - 2023: für die Single Say So - 2023: für die Single Woman - 2023: für die Single Need to Know - 2023: für die Single Kiss Me More - 2024: für die Single Streets |

## Auszeichnungen nach Alben

### Amala
| Land/Region                  | Auszeichnungen für Musikverkäufe (Land/Region, Auszeichnung, Verkäufe) | Verkäufe |
| ---------------------------- | ---------------------------------------------------------------------- | -------- |
| Brasilien (PMB)              | Platin                                                                 | 40.000   |
| Neuseeland (RMNZ)            | Gold                                                                   | 7.500    |
| Polen (ZPAV)                 | Gold                                                                   | 10.000   |
| Vereinigte Staaten (RIAA)    | Gold                                                                   | 500.000  |
| Vereinigtes Königreich (BPI) | Silber                                                                 | 60.000   |
| Insgesamt                    | 1× Silber · 3× Gold · 1× Platin ·                                      | 617.500  |

### Hot Pink
| Land/Region                  | Auszeichnungen für Musikverkäufe (Land/Region, Auszeichnung, Verkäufe) | Verkäufe  |
| ---------------------------- | ---------------------------------------------------------------------- | --------- |
| Australien (ARIA)            | Platin                                                                 | 70.000    |
| Brasilien (PMB)              | Diamant                                                                | 160.000   |
| Dänemark (IFPI)              | Platin                                                                 | 20.000    |
| Frankreich (SNEP)            | Gold                                                                   | 50.000    |
| Mexiko (AMPROFON)            | 2× Platin                                                              | 120.000   |
| Neuseeland (RMNZ)            | 3× Platin                                                              | 45.000    |
| Polen (ZPAV)                 | 2× Platin                                                              | 40.000    |
| Schweden (IFPI)              | Gold                                                                   | 15.000    |
| Singapur (RIAS)              | Gold                                                                   | 5.000     |
| Vereinigte Staaten (RIAA)    | 2× Platin                                                              | 2.000.000 |
| Vereinigtes Königreich (BPI) | Gold                                                                   | 100.000   |
| Insgesamt                    | 4× Gold · 11× Platin · 1× Diamant ·                                    | 2.625.000 |

### Planet Her
| Land/Region                  | Auszeichnungen für Musikverkäufe (Land/Region, Auszeichnung, Verkäufe) | Verkäufe  |
| ---------------------------- | ---------------------------------------------------------------------- | --------- |
| Australien (ARIA)            | 2× Platin                                                              | 140.000   |
| Brasilien (PMB)              | Diamant                                                                | 160.000   |
| Dänemark (IFPI)              | 2× Platin                                                              | 40.000    |
| Frankreich (SNEP)            | Platin                                                                 | 100.000   |
| Italien (FIMI)               | Platin                                                                 | 50.000    |
| Kanada (MC)                  | 2× Platin                                                              | 160.000   |
| Mexiko (AMPROFON)            | 3× Gold                                                                | 210.000   |
| Neuseeland (RMNZ)            | 4× Platin                                                              | 60.000    |
| Norwegen (IFPI)              | Platin                                                                 | 20.000    |
| Philippinen (PARI)           | Platin                                                                 | 15.000    |
| Polen (ZPAV)                 | 2× Platin                                                              | 40.000    |
| Schweden (IFPI)              | Platin                                                                 | 30.000    |
| Schweiz (IFPI)               | Gold                                                                   | 10.000    |
| Singapur (RIAS)              | Gold                                                                   | 5.000     |
| Vereinigte Staaten (RIAA)    | 2× Platin                                                              | 2.000.000 |
| Vereinigtes Königreich (BPI) | Platin                                                                 | 300.000   |
| Insgesamt                    | 3× Gold · 21× Platin · 1× Diamant ·                                    | 3.340.000 |

### Scarlet
| Land/Region               | Auszeichnungen für Musikverkäufe (Land/Region, Auszeichnung, Verkäufe) | Verkäufe  |
| ------------------------- | ---------------------------------------------------------------------- | --------- |
| Belgien (BRMA)            | Gold                                                                   | 20.000    |
| Brasilien (PMB)           | Platin                                                                 | 40.000    |
| Frankreich (SNEP)         | Gold                                                                   | 50.000    |
| Kanada (MC)               | Platin                                                                 | 80.000    |
| Neuseeland (RMNZ)         | Platin                                                                 | 15.000    |
| Polen (ZPAV)              | Platin                                                                 | 20.000    |
| Vereinigte Staaten (RIAA) | Platin                                                                 | 1.000.000 |
| Insgesamt                 | 2× Gold · 5× Platin ·                                                  | 1.225.000 |

## Auszeichnungen nach Singles

### So High
| Land/Region                  | Auszeichnungen für Musikverkäufe (Land/Region, Auszeichnung, Verkäufe) | Verkäufe |
| ---------------------------- | ---------------------------------------------------------------------- | -------- |
| Australien (ARIA)            | Gold                                                                   | 35.000   |
| Brasilien (PMB)              | 2× Platin                                                              | 80.000   |
| Vereinigte Staaten (RIAA)    | Gold                                                                   | 500.000  |
| Vereinigtes Königreich (BPI) | Silber                                                                 | 200.000  |
| Insgesamt                    | 1× Silber · 2× Gold · 2× Platin ·                                      | 815.000  |

### Go to Town
| Land/Region               | Auszeichnungen für Musikverkäufe (Land/Region, Auszeichnung, Verkäufe) | Verkäufe  |
| ------------------------- | ---------------------------------------------------------------------- | --------- |
| Australien (ARIA)         | Gold                                                                   | 35.000    |
| Brasilien (PMB)           | Gold                                                                   | 20.000    |
| Vereinigte Staaten (RIAA) | Platin                                                                 | 1.000.000 |
| Insgesamt                 | 2× Gold · 1× Platin ·                                                  | 1.055.000 |

### Candy
| Land/Region                  | Auszeichnungen für Musikverkäufe (Land/Region, Auszeichnung, Verkäufe) | Verkäufe  |
| ---------------------------- | ---------------------------------------------------------------------- | --------- |
| Australien (ARIA)            | Platin                                                                 | 70.000    |
| Brasilien (PMB)              | Diamant                                                                | 160.000   |
| Frankreich (SNEP)            | Gold                                                                   | 100.000   |
| Polen (ZPAV)                 | Platin                                                                 | 50.000    |
| Vereinigte Staaten (RIAA)    | Platin                                                                 | 1.000.000 |
| Vereinigtes Königreich (BPI) | Gold                                                                   | 400.000   |
| Insgesamt                    | 2× Gold · 3× Platin · 1× Diamant ·                                     | 1.780.000 |

### Mooo!
| Land/Region               | Auszeichnungen für Musikverkäufe (Land/Region, Auszeichnung, Verkäufe) | Verkäufe |
| ------------------------- | ---------------------------------------------------------------------- | -------- |
| Australien (ARIA)         | Gold                                                                   | 35.000   |
| Brasilien (PMB)           | Gold                                                                   | 20.000   |
| Vereinigte Staaten (RIAA) | Gold                                                                   | 500.000  |
| Insgesamt                 | 3× Gold ·                                                              | 555.000  |

### Tia Tamera
| Land/Region                  | Auszeichnungen für Musikverkäufe (Land/Region, Auszeichnung, Verkäufe) | Verkäufe  |
| ---------------------------- | ---------------------------------------------------------------------- | --------- |
| Australien (ARIA)            | Platin                                                                 | 70.000    |
| Brasilien (PMB)              | 2× Platin                                                              | 80.000    |
| Polen (ZPAV)                 | Gold                                                                   | 25.000    |
| Vereinigte Staaten (RIAA)    | Platin                                                                 | 1.000.000 |
| Vereinigtes Königreich (BPI) | Silber                                                                 | 200.000   |
| Insgesamt                    | 1× Silber · 1× Gold · 4× Platin ·                                      | 1.375.000 |

### Juicy
| Land/Region                  | Auszeichnungen für Musikverkäufe (Land/Region, Auszeichnung, Verkäufe) | Verkäufe  |
| ---------------------------- | ---------------------------------------------------------------------- | --------- |
| Australien (ARIA)            | 2× Platin                                                              | 140.000   |
| Brasilien (PMB)              | 2× Platin                                                              | 80.000    |
| Frankreich (SNEP)            | Gold                                                                   | 100.000   |
| Kanada (MC)                  | Gold                                                                   | 40.000    |
| Mexiko (AMPROFON)            | Gold                                                                   | 30.000    |
| Neuseeland (RMNZ)            | 2× Platin                                                              | 60.000    |
| Polen (ZPAV)                 | Gold                                                                   | 10.000    |
| Vereinigte Staaten (RIAA)    | 4× Platin                                                              | 4.000.000 |
| Vereinigtes Königreich (BPI) | Gold                                                                   | 400.000   |
| Insgesamt                    | 5× Gold · 10× Platin ·                                                 | 4.860.000 |

### Bottom Bitch
| Land/Region               | Auszeichnungen für Musikverkäufe (Land/Region, Auszeichnung, Verkäufe) | Verkäufe |
| ------------------------- | ---------------------------------------------------------------------- | -------- |
| Brasilien (PMB)           | Gold                                                                   | 20.000   |
| Vereinigte Staaten (RIAA) | Gold                                                                   | 500.000  |
| Insgesamt                 | 2× Gold ·                                                              | 520.000  |

### Rules
| Land/Region                  | Auszeichnungen für Musikverkäufe (Land/Region, Auszeichnung, Verkäufe) | Verkäufe  |
| ---------------------------- | ---------------------------------------------------------------------- | --------- |
| Australien (ARIA)            | Platin                                                                 | 70.000    |
| Brasilien (PMB)              | Diamant                                                                | 160.000   |
| Polen (ZPAV)                 | Gold                                                                   | 25.000    |
| Vereinigte Staaten (RIAA)    | 2× Platin                                                              | 2.000.000 |
| Vereinigtes Königreich (BPI) | Gold                                                                   | 400.000   |
| Insgesamt                    | 2× Gold · 3× Platin · 1× Diamant ·                                     | 2.655.000 |

### Cyber Sex
| Land/Region                  | Auszeichnungen für Musikverkäufe (Land/Region, Auszeichnung, Verkäufe) | Verkäufe  |
| ---------------------------- | ---------------------------------------------------------------------- | --------- |
| Australien (ARIA)            | Platin                                                                 | 70.000    |
| Brasilien (PMB)              | Platin                                                                 | 40.000    |
| Vereinigte Staaten (RIAA)    | Platin                                                                 | 1.000.000 |
| Vereinigtes Königreich (BPI) | Silber                                                                 | 200.000   |
| Insgesamt                    | 1× Silber · 3× Platin ·                                                | 1.310.000 |

### Say So
| Land/Region                  | Auszeichnungen für Musikverkäufe (Land/Region, Auszeichnung, Verkäufe) | Verkäufe   |
| ---------------------------- | ---------------------------------------------------------------------- | ---------- |
| Australien (ARIA)            | 8× Platin                                                              | 560.000    |
| Belgien (BRMA)               | Platin                                                                 | 40.000     |
| Brasilien (PMB)              | 3× Diamant                                                             | 480.000    |
| Dänemark (IFPI)              | Platin                                                                 | 90.000     |
| Deutschland (BVMI)           | Gold                                                                   | 200.000    |
| Frankreich (SNEP)            | Diamant                                                                | 333.333    |
| Italien (FIMI)               | Platin                                                                 | 70.000     |
| Kanada (MC)                  | 4× Platin                                                              | 320.000    |
| Mexiko (AMPROFON)            | Diamant                                                                | 300.000    |
| Neuseeland (RMNZ)            | 4× Platin                                                              | 120.000    |
| Norwegen (IFPI)              | Platin                                                                 | 60.000     |
| Österreich (IFPI)            | Platin                                                                 | 30.000     |
| Polen (ZPAV)                 | 3× Platin                                                              | 60.000     |
| Portugal (AFP)               | Platin                                                                 | 10.000     |
| Schweden (IFPI)              | Platin                                                                 | 80.000     |
| Schweiz (IFPI)               | Platin                                                                 | 20.000     |
| Spanien (Promusicae)         | Platin                                                                 | 60.000     |
| Vereinigte Staaten (RIAA)    | 7× Platin                                                              | 7.000.000  |
| Vereinigtes Königreich (BPI) | 2× Platin                                                              | 1.200.000  |
| Insgesamt                    | 1× Gold · 37× Platin · 5× Diamant ·                                    | 11.033.333 |

### Boss Bitch
| Land/Region                  | Auszeichnungen für Musikverkäufe (Land/Region, Auszeichnung, Verkäufe) | Verkäufe  |
| ---------------------------- | ---------------------------------------------------------------------- | --------- |
| Australien (ARIA)            | Platin                                                                 | 70.000    |
| Brasilien (PMB)              | Platin                                                                 | 40.000    |
| Dänemark (IFPI)              | Gold                                                                   | 45.000    |
| Frankreich (SNEP)            | Platin                                                                 | 200.000   |
| Italien (FIMI)               | Platin                                                                 | 70.000    |
| Norwegen (IFPI)              | Gold                                                                   | 30.000    |
| Polen (ZPAV)                 | 2× Platin                                                              | 40.000    |
| Portugal (AFP)               | Gold                                                                   | 5.000     |
| Spanien (Promusicae)         | Gold                                                                   | 30.000    |
| Vereinigte Staaten (RIAA)    | 2× Platin                                                              | 2.000.000 |
| Vereinigtes Königreich (BPI) | Platin                                                                 | 600.000   |
| Insgesamt                    | 4× Gold · 9× Platin ·                                                  | 3.130.000 |

### Like That
| Land/Region                  | Auszeichnungen für Musikverkäufe (Land/Region, Auszeichnung, Verkäufe) | Verkäufe  |
| ---------------------------- | ---------------------------------------------------------------------- | --------- |
| Australien (ARIA)            | 2× Platin                                                              | 140.000   |
| Brasilien (PMB)              | 3× Platin                                                              | 120.000   |
| Frankreich (SNEP)            | Gold                                                                   | 100.000   |
| Polen (ZPAV)                 | Gold                                                                   | 25.000    |
| Vereinigte Staaten (RIAA)    | 3× Platin                                                              | 3.000.000 |
| Vereinigtes Königreich (BPI) | Gold                                                                   | 400.000   |
| Insgesamt                    | 3× Gold · 8× Platin ·                                                  | 3.785.000 |

### Baby, I’m Jealous
| Land/Region               | Auszeichnungen für Musikverkäufe (Land/Region, Auszeichnung, Verkäufe) | Verkäufe |
| ------------------------- | ---------------------------------------------------------------------- | -------- |
| Vereinigte Staaten (RIAA) | Gold                                                                   | 500.000  |
| Insgesamt                 | 1× Gold ·                                                              | 500.000  |

### Freak
| Land/Region                  | Auszeichnungen für Musikverkäufe (Land/Region, Auszeichnung, Verkäufe) | Verkäufe  |
| ---------------------------- | ---------------------------------------------------------------------- | --------- |
| Australien (ARIA)            | Platin                                                                 | 70.000    |
| Brasilien (PMB)              | Platin                                                                 | 40.000    |
| Vereinigte Staaten (RIAA)    | Platin                                                                 | 1.000.000 |
| Vereinigtes Königreich (BPI) | Silber                                                                 | 200.000   |
| Insgesamt                    | 1× Silber · 3× Platin ·                                                | 1.310.000 |

### Del mar
| Land/Region          | Auszeichnungen für Musikverkäufe (Land/Region, Auszeichnung, Verkäufe) | Verkäufe |
| -------------------- | ---------------------------------------------------------------------- | -------- |
| Frankreich (SNEP)    | Diamant                                                                | 333.333  |
| Italien (FIMI)       | Platin                                                                 | 100.000  |
| Mexiko (AMPROFON)    | 3× Gold                                                                | 90.000   |
| Portugal (AFP)       | Gold                                                                   | 5.000    |
| Spanien (Promusicae) | 3× Platin                                                              | 180.000  |
| Insgesamt            | 2× Gold · 5× Platin · 1× Diamant ·                                     | 708.333  |

### Best Friend
| Land/Region                  | Auszeichnungen für Musikverkäufe (Land/Region, Auszeichnung, Verkäufe) | Verkäufe  |
| ---------------------------- | ---------------------------------------------------------------------- | --------- |
| Australien (ARIA)            | Gold                                                                   | 35.000    |
| Frankreich (SNEP)            | Gold                                                                   | 100.000   |
| Kanada (MC)                  | 4× Platin                                                              | 320.000   |
| Polen (ZPAV)                 | Platin                                                                 | 50.000    |
| Vereinigte Staaten (RIAA)    | 4× Platin                                                              | 4.000.000 |
| Vereinigtes Königreich (BPI) | Gold                                                                   | 400.000   |
| Insgesamt                    | 3× Gold · 9× Platin ·                                                  | 4.905.000 |

### Streets
| Land/Region                  | Auszeichnungen für Musikverkäufe (Land/Region, Auszeichnung, Verkäufe) | Verkäufe  |
| ---------------------------- | ---------------------------------------------------------------------- | --------- |
| Australien (ARIA)            | 4× Platin                                                              | 280.000   |
| Brasilien (PMB)              | 3× Diamant                                                             | 480.000   |
| Dänemark (IFPI)              | Gold                                                                   | 45.000    |
| Frankreich (SNEP)            | Platin                                                                 | 200.000   |
| Griechenland (IFPI)          | Platin                                                                 | 20.000    |
| Italien (FIMI)               | Gold                                                                   | 50.000    |
| Mexiko (AMPROFON)            | 3× Gold                                                                | 210.000   |
| Neuseeland (RMNZ)            | Platin                                                                 | 30.000    |
| Polen (ZPAV)                 | 3× Platin                                                              | 150.000   |
| Portugal (AFP)               | Platin                                                                 | 10.000    |
| Schweden (IFPI)              | Gold                                                                   | 40.000    |
| Schweiz (IFPI)               | Gold                                                                   | 10.000    |
| Spanien (Promusicae)         | Gold                                                                   | 30.000    |
| Vereinigte Staaten (RIAA)    | 6× Platin                                                              | 6.000.000 |
| Vereinigtes Königreich (BPI) | Platin                                                                 | 600.000   |
| Insgesamt                    | 6× Gold · 19× Platin · 3× Diamant ·                                    | 8.155.000 |

### 34+35 (Remix)
| Land/Region       | Auszeichnungen für Musikverkäufe (Land/Region, Auszeichnung, Verkäufe) | Verkäufe |
| ----------------- | ---------------------------------------------------------------------- | -------- |
| Mexiko (AMPROFON) | 3× Gold                                                                | 210.000  |
| Insgesamt         | 1× Gold · 1× Platin ·                                                  | 210.000  |

### Kiss Me More
| Land/Region                  | Auszeichnungen für Musikverkäufe (Land/Region, Auszeichnung, Verkäufe) | Verkäufe  |
| ---------------------------- | ---------------------------------------------------------------------- | --------- |
| Australien (ARIA)            | 7× Platin                                                              | 490.000   |
| Brasilien (PMB)              | 3× Diamant                                                             | 480.000   |
| Dänemark (IFPI)              | 2× Platin                                                              | 180.000   |
| Deutschland (BVMI)           | Gold                                                                   | 200.000   |
| Frankreich (SNEP)            | Diamant                                                                | 333.333   |
| Griechenland (IFPI)          | Platin                                                                 | 20.000    |
| Italien (FIMI)               | Platin                                                                 | 70.000    |
| Kanada (MC)                  | 4× Platin                                                              | 320.000   |
| Mexiko (AMPROFON)            | 4× Platin                                                              | 560.000   |
| Neuseeland (RMNZ)            | 6× Platin                                                              | 180.000   |
| Norwegen (IFPI)              | 2× Platin                                                              | 120.000   |
| Österreich (IFPI)            | Platin                                                                 | 30.000    |
| Polen (ZPAV)                 | 2× Platin                                                              | 100.000   |
| Portugal (AFP)               | 2× Platin                                                              | 20.000    |
| Schweden (IFPI)              | Platin                                                                 | 80.000    |
| Schweiz (IFPI)               | Gold                                                                   | 10.000    |
| Spanien (Promusicae)         | 2× Platin                                                              | 120.000   |
| Südafrika (RISA)             | Gold                                                                   | 10.000    |
| Vereinigte Staaten (RIAA)    | 5× Platin                                                              | 5.000.000 |
| Vereinigtes Königreich (BPI) | 2× Platin                                                              | 1.200.000 |
| Insgesamt                    | 3× Gold · 42× Platin · 4× Diamant ·                                    | 9.523.333 |

### Dick
| Land/Region               | Auszeichnungen für Musikverkäufe (Land/Region, Auszeichnung, Verkäufe) | Verkäufe |
| ------------------------- | ---------------------------------------------------------------------- | -------- |
| Brasilien (PMB)           | 3× Platin                                                              | 120.000  |
| Vereinigte Staaten (RIAA) | Gold                                                                   | 500.000  |
| Insgesamt                 | 1× Gold · 3× Platin ·                                                  | 620.000  |

### Need to Know
| Land/Region                  | Auszeichnungen für Musikverkäufe (Land/Region, Auszeichnung, Verkäufe) | Verkäufe  |
| ---------------------------- | ---------------------------------------------------------------------- | --------- |
| Australien (ARIA)            | 4× Platin                                                              | 280.000   |
| Brasilien (PMB)              | 3× Diamant                                                             | 480.000   |
| Dänemark (IFPI)              | Gold                                                                   | 45.000    |
| Frankreich (SNEP)            | Gold                                                                   | 100.000   |
| Griechenland (IFPI)          | Platin                                                                 | 20.000    |
| Italien (FIMI)               | Gold                                                                   | 35.000    |
| Kanada (MC)                  | 2× Platin                                                              | 160.000   |
| Mexiko (AMPROFON)            | 2× Platin                                                              | 280.000   |
| Neuseeland (RMNZ)            | 3× Platin                                                              | 90.000    |
| Norwegen (IFPI)              | Gold                                                                   | 30.000    |
| Österreich (IFPI)            | Gold                                                                   | 15.000    |
| Polen (ZPAV)                 | Platin                                                                 | 50.000    |
| Portugal (AFP)               | Platin                                                                 | 10.000    |
| Schweden (IFPI)              | Gold                                                                   | 40.000    |
| Schweiz (IFPI)               | Gold                                                                   | 10.000    |
| Spanien (Promusicae)         | Gold                                                                   | 30.000    |
| Vereinigte Staaten (RIAA)    | 4× Platin                                                              | 4.000.000 |
| Vereinigtes Königreich (BPI) | Platin                                                                 | 600.000   |
| Insgesamt                    | 8× Gold · 18× Platin · 3× Diamant ·                                    | 6.275.000 |

### You Right
| Land/Region                  | Auszeichnungen für Musikverkäufe (Land/Region, Auszeichnung, Verkäufe) | Verkäufe  |
| ---------------------------- | ---------------------------------------------------------------------- | --------- |
| Australien (ARIA)            | 2× Platin                                                              | 140.000   |
| Brasilien (PMB)              | 2× Diamant                                                             | 320.000   |
| Dänemark (IFPI)              | Gold                                                                   | 45.000    |
| Frankreich (SNEP)            | Gold                                                                   | 100.000   |
| Griechenland (IFPI)          | Gold                                                                   | 10.000    |
| Italien (FIMI)               | Gold                                                                   | 50.000    |
| Kanada (MC)                  | Platin                                                                 | 80.000    |
| Mexiko (AMPROFON)            | Gold                                                                   | 70.000    |
| Norwegen (IFPI)              | Gold                                                                   | 30.000    |
| Polen (ZPAV)                 | Platin                                                                 | 50.000    |
| Portugal (AFP)               | Gold                                                                   | 5.000     |
| Schweden (IFPI)              | Gold                                                                   | 40.000    |
| Spanien (Promusicae)         | Gold                                                                   | 30.000    |
| Vereinigte Staaten (RIAA)    | 2× Platin                                                              | 2.000.000 |
| Vereinigtes Königreich (BPI) | Gold                                                                   | 400.000   |
| Insgesamt                    | 10× Gold · 6× Platin · 2× Diamant ·                                    | 3.370.000 |

### Woman
| Land/Region                  | Auszeichnungen für Musikverkäufe (Land/Region, Auszeichnung, Verkäufe) | Verkäufe  |
| ---------------------------- | ---------------------------------------------------------------------- | --------- |
| Australien (ARIA)            | 4× Platin                                                              | 280.000   |
| Belgien (BRMA)               | Platin                                                                 | 40.000    |
| Brasilien (PMB)              | 3× Diamant                                                             | 480.000   |
| Dänemark (IFPI)              | Platin                                                                 | 90.000    |
| Deutschland (BVMI)           | Gold                                                                   | 200.000   |
| Frankreich (SNEP)            | Diamant                                                                | 333.333   |
| Griechenland (IFPI)          | Platin                                                                 | 20.000    |
| Italien (FIMI)               | Platin                                                                 | 100.000   |
| Kanada (MC)                  | 4× Platin                                                              | 320.000   |
| Mexiko (AMPROFON)            | 2× Platin                                                              | 280.000   |
| Neuseeland (RMNZ)            | 4× Platin                                                              | 120.000   |
| Norwegen (IFPI)              | Gold                                                                   | 30.000    |
| Österreich (IFPI)            | Platin                                                                 | 30.000    |
| Polen (ZPAV)                 | 2× Platin                                                              | 100.000   |
| Portugal (AFP)               | 3× Platin                                                              | 30.000    |
| Schweden (IFPI)              | Platin                                                                 | 80.000    |
| Spanien (Promusicae)         | Platin                                                                 | 60.000    |
| Vereinigte Staaten (RIAA)    | 3× Platin                                                              | 3.000.000 |
| Vereinigtes Königreich (BPI) | 2× Platin                                                              | 1.200.000 |
| Insgesamt                    | 2× Gold · 31× Platin · 4× Diamant ·                                    | 6.793.333 |

### Freaky Deaky
| Land/Region                  | Auszeichnungen für Musikverkäufe (Land/Region, Auszeichnung, Verkäufe) | Verkäufe  |
| ---------------------------- | ---------------------------------------------------------------------- | --------- |
| Neuseeland (RMNZ)            | Gold                                                                   | 15.000    |
| Vereinigte Staaten (RIAA)    | Platin                                                                 | 1.000.000 |
| Vereinigtes Königreich (BPI) | Silber                                                                 | 200.000   |
| Insgesamt                    | 1× Silber · 1× Gold · 1× Platin ·                                      | 1.215.000 |

### Vegas
| Land/Region                  | Auszeichnungen für Musikverkäufe (Land/Region, Auszeichnung, Verkäufe) | Verkäufe  |
| ---------------------------- | ---------------------------------------------------------------------- | --------- |
| Australien (ARIA)            | 2× Platin                                                              | 140.000   |
| Brasilien (PMB)              | Diamant                                                                | 160.000   |
| Dänemark (IFPI)              | Gold                                                                   | 45.000    |
| Kanada (MC)                  | 2× Platin                                                              | 160.000   |
| Österreich (IFPI)            | Gold                                                                   | 15.000    |
| Neuseeland (RMNZ)            | Platin                                                                 | 30.000    |
| Polen (ZPAV)                 | Gold                                                                   | 25.000    |
| Vereinigte Staaten (RIAA)    | Platin                                                                 | 1.000.000 |
| Vereinigtes Königreich (BPI) | Gold                                                                   | 400.000   |
| Insgesamt                    | 4× Gold · 6× Platin · 1× Diamant ·                                     | 1.975.000 |

### Attention
| Land/Region     | Auszeichnungen für Musikverkäufe (Land/Region, Auszeichnung, Verkäufe) | Verkäufe |
| --------------- | ---------------------------------------------------------------------- | -------- |
| Brasilien (PMB) | Gold                                                                   | 20.000   |
| Kanada (MC)     | Gold                                                                   | 40.000   |
| Insgesamt       | 2× Gold ·                                                              | 60.000   |

### Paint the Town Red
| Land/Region                  | Auszeichnungen für Musikverkäufe (Land/Region, Auszeichnung, Verkäufe) | Verkäufe  |
| ---------------------------- | ---------------------------------------------------------------------- | --------- |
| Australien (ARIA)            | 5× Platin                                                              | 350.000   |
| Belgien (BRMA)               | Platin                                                                 | 40.000    |
| Brasilien (PMB)              | Diamant                                                                | 160.000   |
| Dänemark (IFPI)              | Platin                                                                 | 90.000    |
| Deutschland (BVMI)           | Gold                                                                   | 300.000   |
| Frankreich (SNEP)            | Diamant                                                                | 333.333   |
| Griechenland (IFPI)          | Platin                                                                 | 20.000    |
| Italien (FIMI)               | Platin                                                                 | 100.000   |
| Kanada (MC)                  | 5× Platin                                                              | 400.000   |
| Mexiko (AMPROFON)            | 3× Gold                                                                | 210.000   |
| Neuseeland (RMNZ)            | 4× Platin                                                              | 120.000   |
| Österreich (IFPI)            | Platin                                                                 | 30.000    |
| Polen (ZPAV)                 | 2× Platin                                                              | 100.000   |
| Portugal (AFP)               | Platin                                                                 | 10.000    |
| Schweden (IFPI)              | Gold                                                                   | 40.000    |
| Schweiz (IFPI)               | 2× Platin                                                              | 60.000    |
| Spanien (Promusicae)         | Platin                                                                 | 60.000    |
| Südafrika (RISA)             | Gold                                                                   | 10.000    |
| Ungarn (MAHASZ)              | 3× Platin                                                              | 12.000    |
| Vereinigte Staaten (RIAA)    | 4× Platin                                                              | 4.000.000 |
| Vereinigtes Königreich (BPI) | Platin                                                                 | 600.000   |
| Insgesamt                    | 4× Gold · 37× Platin · 2× Diamant ·                                    | 7.045.333 |

### Demons
| Land/Region     | Auszeichnungen für Musikverkäufe (Land/Region, Auszeichnung, Verkäufe) | Verkäufe |
| --------------- | ---------------------------------------------------------------------- | -------- |
| Brasilien (PMB) | Gold                                                                   | 20.000   |
| Insgesamt       | 1× Gold ·                                                              | 20.000   |

### Agora Hills
| Land/Region                  | Auszeichnungen für Musikverkäufe (Land/Region, Auszeichnung, Verkäufe) | Verkäufe  |
| ---------------------------- | ---------------------------------------------------------------------- | --------- |
| Australien (ARIA)            | Platin                                                                 | 70.000    |
| Brasilien (PMB)              | 2× Platin                                                              | 80.000    |
| Frankreich (SNEP)            | Gold                                                                   | 100.000   |
| Kanada (MC)                  | 2× Platin                                                              | 160.000   |
| Neuseeland (RMNZ)            | Platin                                                                 | 30.000    |
| Polen (ZPAV)                 | Gold                                                                   | 25.000    |
| Vereinigte Staaten (RIAA)    | 2× Platin                                                              | 2.000.000 |
| Vereinigtes Königreich (BPI) | Gold                                                                   | 400.000   |
| Insgesamt                    | 3× Gold · 8× Platin ·                                                  | 2.865.000 |

## Auszeichnungen nach Liedern

### Casual
| Land/Region     | Auszeichnungen für Musikverkäufe (Land/Region, Auszeichnung, Verkäufe) | Verkäufe |
| --------------- | ---------------------------------------------------------------------- | -------- |
| Brasilien (PMB) | Gold                                                                   | 20.000   |
| Insgesamt       | 1× Gold ·                                                              | 20.000   |

### Wine Pon You
| Land/Region     | Auszeichnungen für Musikverkäufe (Land/Region, Auszeichnung, Verkäufe) | Verkäufe |
| --------------- | ---------------------------------------------------------------------- | -------- |
| Brasilien (PMB) | Platin                                                                 | 40.000   |
| Insgesamt       | 1× Platin ·                                                            | 40.000   |

### Won’t Bite
| Land/Region               | Auszeichnungen für Musikverkäufe (Land/Region, Auszeichnung, Verkäufe) | Verkäufe |
| ------------------------- | ---------------------------------------------------------------------- | -------- |
| Australien (ARIA)         | Gold                                                                   | 35.000   |
| Brasilien (PMB)           | Gold                                                                   | 20.000   |
| Vereinigte Staaten (RIAA) | Gold                                                                   | 500.000  |
| Insgesamt                 | 3× Gold ·                                                              | 555.000  |

### Pussy Talk
| Land/Region               | Auszeichnungen für Musikverkäufe (Land/Region, Auszeichnung, Verkäufe) | Verkäufe  |
| ------------------------- | ---------------------------------------------------------------------- | --------- |
| Vereinigte Staaten (RIAA) | Platin                                                                 | 1.000.000 |
| Insgesamt                 | 1× Platin ·                                                            | 1.000.000 |

### Motive
| Land/Region                  | Auszeichnungen für Musikverkäufe (Land/Region, Auszeichnung, Verkäufe) | Verkäufe |
| ---------------------------- | ---------------------------------------------------------------------- | -------- |
| Australien (ARIA)            | Platin                                                                 | 70.000   |
| Brasilien (PMB)              | 3× Platin                                                              | 120.000  |
| Norwegen (IFPI)              | Gold                                                                   | 30.000   |
| Polen (ZPAV)                 | Gold                                                                   | 25.000   |
| Portugal (AFP)               | Gold                                                                   | 5.000    |
| Vereinigtes Königreich (BPI) | Silber                                                                 | 200.000  |
| Insgesamt                    | 1× Silber · 3× Gold · 4× Platin ·                                      | 450.000  |

### Ain’t Shit
| Land/Region                  | Auszeichnungen für Musikverkäufe (Land/Region, Auszeichnung, Verkäufe) | Verkäufe  |
| ---------------------------- | ---------------------------------------------------------------------- | --------- |
| Australien (ARIA)            | 2× Platin                                                              | 140.000   |
| Brasilien (PMB)              | Diamant                                                                | 160.000   |
| Kanada (MC)                  | Platin                                                                 | 80.000    |
| Polen (ZPAV)                 | Gold                                                                   | 25.000    |
| Vereinigte Staaten (RIAA)    | 2× Platin                                                              | 2.000.000 |
| Vereinigtes Königreich (BPI) | Gold                                                                   | 400.000   |
| Insgesamt                    | 2× Gold · 5× Platin · 1× Diamant ·                                     | 2.805.000 |

### I Don’t Do Drugs
| Land/Region               | Auszeichnungen für Musikverkäufe (Land/Region, Auszeichnung, Verkäufe) | Verkäufe |
| ------------------------- | ---------------------------------------------------------------------- | -------- |
| Australien (ARIA)         | Gold                                                                   | 35.000   |
| Brasilien (PMB)           | Platin                                                                 | 40.000   |
| Vereinigte Staaten (RIAA) | Gold                                                                   | 500.000  |
| Insgesamt                 | 2× Gold · 1× Platin ·                                                  | 575.000  |

### Get Into It (Yuh)
| Land/Region                  | Auszeichnungen für Musikverkäufe (Land/Region, Auszeichnung, Verkäufe) | Verkäufe  |
| ---------------------------- | ---------------------------------------------------------------------- | --------- |
| Australien (ARIA)            | 2× Platin                                                              | 140.000   |
| Brasilien (PMB)              | Diamant                                                                | 160.000   |
| Frankreich (SNEP)            | Gold                                                                   | 100.000   |
| Kanada (MC)                  | Platin                                                                 | 80.000    |
| Neuseeland (RMNZ)            | Gold                                                                   | 15.000    |
| Polen (ZPAV)                 | Gold                                                                   | 25.000    |
| Vereinigte Staaten (RIAA)    | 2× Platin                                                              | 2.000.000 |
| Vereinigtes Königreich (BPI) | Gold                                                                   | 400.000   |
| Insgesamt                    | 4× Gold · 5× Platin · 1× Diamant ·                                     | 2.920.000 |

### Been Like This
| Land/Region               | Auszeichnungen für Musikverkäufe (Land/Region, Auszeichnung, Verkäufe) | Verkäufe |
| ------------------------- | ---------------------------------------------------------------------- | -------- |
| Australien (ARIA)         | Gold                                                                   | 35.000   |
| Brasilien (PMB)           | Platin                                                                 | 40.000   |
| Vereinigte Staaten (RIAA) | Gold                                                                   | 500.000  |
| Insgesamt                 | 2× Gold · 1× Platin ·                                                  | 575.000  |

### Love To Dream
| Land/Region     | Auszeichnungen für Musikverkäufe (Land/Region, Auszeichnung, Verkäufe) | Verkäufe |
| --------------- | ---------------------------------------------------------------------- | -------- |
| Brasilien (PMB) | Gold                                                                   | 20.000   |
| Insgesamt       | 1× Gold ·                                                              | 20.000   |

### Naked
| Land/Region     | Auszeichnungen für Musikverkäufe (Land/Region, Auszeichnung, Verkäufe) | Verkäufe |
| --------------- | ---------------------------------------------------------------------- | -------- |
| Brasilien (PMB) | Platin                                                                 | 40.000   |
| Insgesamt       | 1× Platin ·                                                            | 40.000   |

### Options
| Land/Region     | Auszeichnungen für Musikverkäufe (Land/Region, Auszeichnung, Verkäufe) | Verkäufe |
| --------------- | ---------------------------------------------------------------------- | -------- |
| Brasilien (PMB) | Gold                                                                   | 20.000   |
| Insgesamt       | 1× Gold ·                                                              | 20.000   |

### Payday
| Land/Region     | Auszeichnungen für Musikverkäufe (Land/Region, Auszeichnung, Verkäufe) | Verkäufe |
| --------------- | ---------------------------------------------------------------------- | -------- |
| Brasilien (PMB) | Gold                                                                   | 20.000   |
| Insgesamt       | 1× Gold ·                                                              | 20.000   |

### Imagine
| Land/Region     | Auszeichnungen für Musikverkäufe (Land/Region, Auszeichnung, Verkäufe) | Verkäufe |
| --------------- | ---------------------------------------------------------------------- | -------- |
| Brasilien (PMB) | Gold                                                                   | 20.000   |
| Insgesamt       | 1× Gold ·                                                              | 20.000   |

### Alone
| Land/Region     | Auszeichnungen für Musikverkäufe (Land/Region, Auszeichnung, Verkäufe) | Verkäufe |
| --------------- | ---------------------------------------------------------------------- | -------- |
| Brasilien (PMB) | Gold                                                                   | 20.000   |
| Insgesamt       | 1× Gold ·                                                              | 20.000   |

### Scoop
| Land/Region               | Auszeichnungen für Musikverkäufe (Land/Region, Auszeichnung, Verkäufe) | Verkäufe |
| ------------------------- | ---------------------------------------------------------------------- | -------- |
| Brasilien (PMB)           | Platin                                                                 | 40.000   |
| Vereinigte Staaten (RIAA) | Gold                                                                   | 500.000  |
| Insgesamt                 | 1× Gold · 1× Platin ·                                                  | 540.000  |

### I Like You (A Happier Song)
| Land/Region                  | Auszeichnungen für Musikverkäufe (Land/Region, Auszeichnung, Verkäufe) | Verkäufe  |
| ---------------------------- | ---------------------------------------------------------------------- | --------- |
| Australien (ARIA)            | 5× Platin                                                              | 350.000   |
| Brasilien (PMB)              | 2× Platin                                                              | 80.000    |
| Dänemark (IFPI)              | Platin                                                                 | 90.000    |
| Frankreich (SNEP)            | Gold                                                                   | 100.000   |
| Italien (FIMI)               | Gold                                                                   | 50.000    |
| Kanada (MC)                  | 3× Platin                                                              | 240.000   |
| Neuseeland (RMNZ)            | Platin                                                                 | 30.000    |
| Polen (ZPAV)                 | Gold                                                                   | 25.000    |
| Portugal (AFP)               | Platin                                                                 | 10.000    |
| Schweden (IFPI)              | Gold                                                                   | 40.000    |
| Spanien (Promusicae)         | Gold                                                                   | 30.000    |
| Vereinigtes Königreich (BPI) | Gold                                                                   | 400.000   |
| Insgesamt                    | 6× Gold · 13× Platin ·                                                 | 1.445.000 |

### N.H.I.E.
| Land/Region               | Auszeichnungen für Musikverkäufe (Land/Region, Auszeichnung, Verkäufe) | Verkäufe |
| ------------------------- | ---------------------------------------------------------------------- | -------- |
| Brasilien (PMB)           | Gold                                                                   | 20.000   |
| Kanada (MC)               | Gold                                                                   | 40.000   |
| Südafrika (RISA)          | Gold                                                                   | 20.000   |
| Vereinigte Staaten (RIAA) | Gold                                                                   | 500.000  |
| Insgesamt                 | 4× Gold ·                                                              | 580.000  |

## Auszeichnungen nach Musikstreaming

### Boss Bitch
| Land/Region  | Auszeichnungen für Musikverkäufe (Land/Region, Auszeichnung, Verkäufe) | Verkäufe   |
| ------------ | ---------------------------------------------------------------------- | ---------- |
| Japan (RIAJ) | Gold                                                                   | 50.000.000 |
| Insgesamt    | 1× Gold ·                                                              | 50.000.000 |

## Statistik und Quellen
| Land/RegionAuszeichnungen für Musikverkäufe (Land/Region, Auszeichnungen, Verkäufe, Quellen) | Silber     | Gold         | Platin         | Diamant       | Verkäufe   | Quellen              |
| -------------------------------------------------------------------------------------------- | ---------- | ------------ | -------------- | ------------- | ---------- | -------------------- |
| Australien (ARIA)                                                                            | —          | 7× Gold7     | 60× Platin60   | —             | 4.445.000  | aria.com.au          |
| Belgien (BRMA)                                                                               | —          | Gold1        | 3× Platin3     | —             | 140.000    | ultratop.be          |
| Brasilien (PMB)                                                                              | —          | 13× Gold13   | 30× Platin30   | 25× Diamant25 | 5.460.000  | pro-musicabr.org.br  |
| Dänemark (IFPI)                                                                              | —          | 5× Gold5     | 9× Platin9     | —             | 825.000    | ifpi.dk              |
| Deutschland (BVMI)                                                                           | —          | 4× Gold4     | —              | —             | 900.000    | musikindustrie.de    |
| Frankreich (SNEP)                                                                            | —          | 11× Gold11   | 3× Platin3     | 5× Diamant5   | 3.166.665  | snepmusique.com      |
| Griechenland (IFPI)                                                                          | —          | Gold1        | 5× Platin5     | —             | 110.000    | Einzelnachweise      |
| Italien (FIMI)                                                                               | —          | 4× Gold4     | 7× Platin7     | —             | 745.000    | fimi.it              |
| Japan (RIAJ)                                                                                 | —          | Gold1        | —              | —             | —          | riaj.or.jp           |
| Kanada (MC)                                                                                  | —          | 3× Gold3     | 36× Platin36   | —             | 3.000.000  | musiccanada.com      |
| Mexiko (AMPROFON)                                                                            | —          | 7× Gold7     | 15× Platin15   | Diamant1      | 2.850.000  | amprofon.com.mx      |
| Neuseeland (RMNZ)                                                                            | —          | 3× Gold3     | 35× Platin35   | —             | 967.500    | radioscope.co.nz NZ2 |
| Norwegen (IFPI)                                                                              | —          | 5× Gold5     | 4× Platin4     | —             | 350.000    | ifpi.no              |
| Österreich (IFPI)                                                                            | —          | 2× Gold2     | 4× Platin4     | —             | 150.000    | ifpi.at              |
| Philippinen (PARI)                                                                           | —          | —            | Platin1        | —             | 15.000     | Einzelnachweise      |
| Polen (ZPAV)                                                                                 | —          | 11× Gold11   | 23× Platin23   | —             | 1.105.000  | olis.pl              |
| Portugal (AFP)                                                                               | —          | 4× Gold4     | 10× Platin10   | —             | 120.000    | Einzelnachweise      |
| Schweden (IFPI)                                                                              | —          | 6× Gold6     | 4× Platin4     | —             | 485.000    | sverigetopplistan.se |
| Schweiz (IFPI)                                                                               | —          | 4× Gold4     | 3× Platin3     | —             | 120.000    | hitparade.ch         |
| Singapur (RIAS)                                                                              | —          | 2× Gold2     | —              | —             | 10.000     | rias.org.sg          |
| Spanien (Promusicae)                                                                         | —          | 5× Gold5     | 8× Platin8     | —             | 630.000    | elportaldemusica.es  |
| Südafrika (RISA)                                                                             | —          | 3× Gold3     | —              | —             | 40.000     | Einzelnachweise      |
| Ungarn (MAHASZ)                                                                              | —          | —            | 3× Platin3     | —             | 12.000     | slagerlistak.hu      |
| Vereinigte Staaten (RIAA)                                                                    | —          | 11× Gold11   | 65× Platin65   | —             | 70.500.000 | riaa.com             |
| Vereinigtes Königreich (BPI)                                                                 | 7× Silber7 | 12× Gold12   | 11× Platin11   | —             | 11.860.000 | bpi.co.uk            |
| Insgesamt                                                                                    | 7× Silber7 | 125× Gold125 | 339× Platin339 | 31× Diamant31 |            |                      |